# Velká Lečice
Velká Lečice là một làng thuộc huyện Příbram, vùng Středočeský, Cộng hòa Séc.